# Fenazopiridina

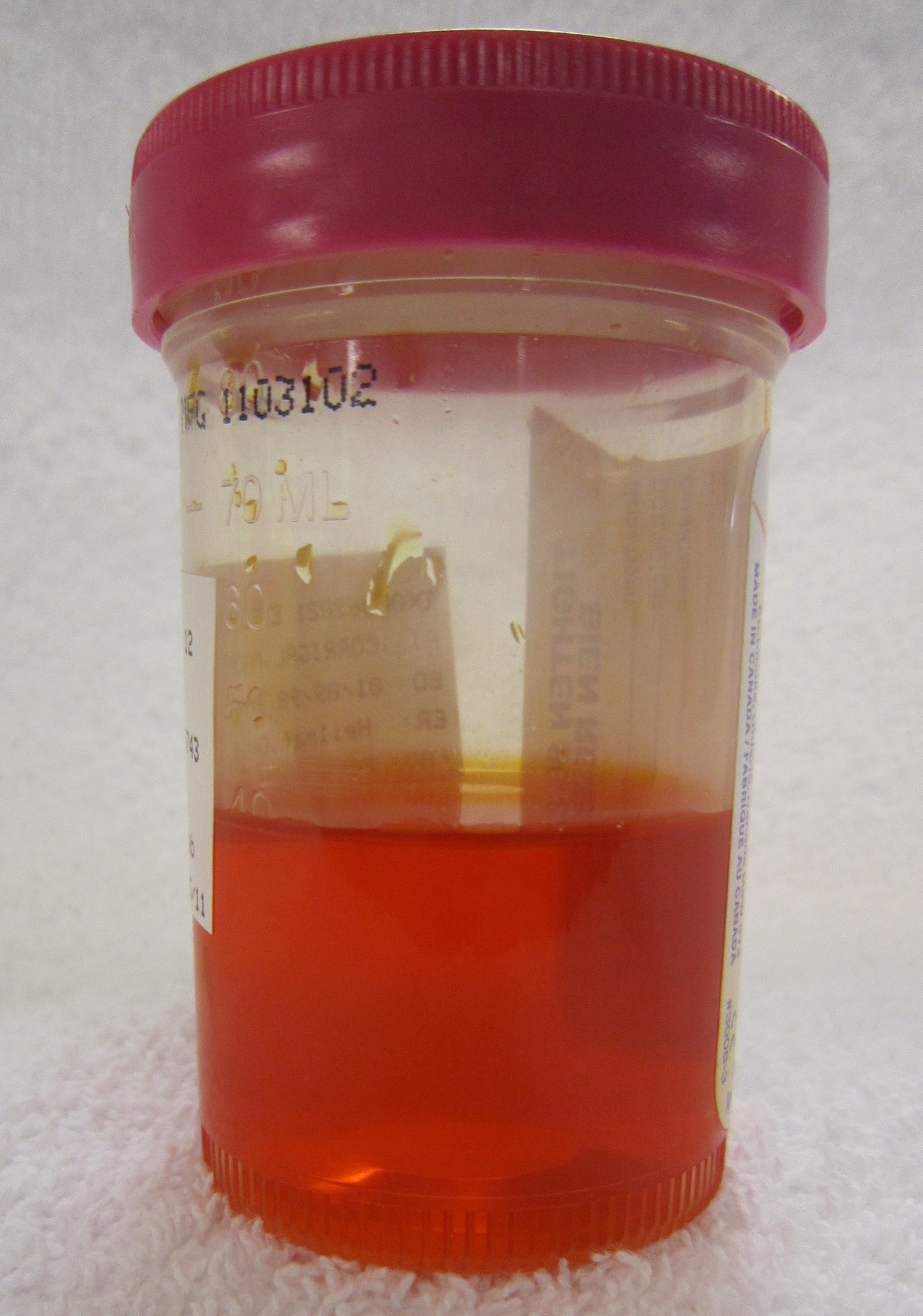
Orina típicamente roja tras tomar fenazopiridina

La fenazopiridina es un producto químico que tiene un efecto como analgésico local en el tracto urinario. En la mayoría de los casos es utilizado para aliviar dolores menstruales, incomodidades altas e irritación. Fue descubierta por Bernhard Joos, fundador de la farmacéutica suiza Cilag.

## Usos médicos
Es un analgésico local con efectos en el tracto urinario que se distribuye de manera libre. Para aliviar los síntomas de manera inmediata.
Este medicamento es prescrito también en casos de incomodidad al menstruar, además el uso de este medicamento es apropiado para aliviar dolores en la sección íntima. De esta manera la fenazopiridina logra aliviar la irritación o el dolor.

## Proceso del medicamento
Esta medicina es suministrada en tabletas de 50 mg, 100mg o 200 mg. Estas tabletas vienen en gamas de color rojo claro, rojo oscuro o violeta oscuro, por lo que no está por demás informar a los pacientes que la orina será de un color amarillo a anaranjado o rojo bajito, por lo que no deben preocuparse.